# Junjun
Li Chun, nota anche come Junjun (ジュンジュン) (in cinese 李纯; Yueyang, 11 febbraio 1988), è una cantante e attrice cinese.
Nel 2006 al 2010 è stata membro del gruppo pop Morning Musume., associato a Hello! Project. Insieme a Linlin, è stata tra le prime componenti non giapponesi del gruppo. Entrambe sono entrate come rappresentanti dell'ottava generazione insieme a Aika Mitsui.